# Piedra del Sol, Santo Domingo de Morelos
Piedra del Sol är en ort i Mexiko.   Den ligger i kommunen Santo Domingo de Morelos och delstaten Oaxaca, i den sydöstra delen av landet, 500 km sydost om huvudstaden Mexico City. Piedra del Sol ligger 292 meter över havet och antalet invånare är 871.
Terrängen runt Piedra del Sol är lite bergig. Runt Piedra del Sol är det ganska glesbefolkat, med 39 invånare per kvadratkilometer. Närmaste större samhälle är San Agustín Loxicha, 16,1 km norr om Piedra del Sol. I omgivningarna runt Piedra del Sol växer huvudsakligen savannskog.